# IronFX

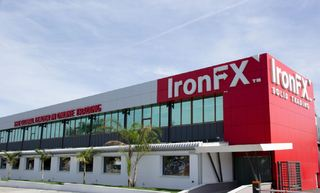
IronFX Sitz der Gesellschaft (Limassol, Zypern)

IronFX Online Forex Broker ist ein weltweit tätiger Online-CFD-Broker, der unter dem Namen IronFX Group of Companies firmiert und seinen Hauptsitz in Limassol, Zypern, hat. Der Multi-Asset-Broker bietet Handelsinstrumente und Dienstleistungen für private und institutionelle Kunden in 180 Ländern an.

## Geschichte
IronFX wurde im Dezember 2010 in Limassol, Zypern, gegründet, nachdem es seine Lizenz von der Cyprus Securities and Exchange Commission (CySEC) erhalten hatte.
Seit seiner Gründung im Jahr 2010 hat IronFX über 40 weltweite Forex-Auszeichnungen erhalten.
Im Jahr 2011 wurde IronFX vom European CEO als der am schnellsten wachsender FX-Broker ausgezeichnet, und World Finance kürte das Unternehmen zum besten FX-Newcomer.
2013 eröffnete IronFX eine Niederlassung in Australien und wurde von der Australian Securities and Investments Commission (ASIC) sowie der Financial Conduct Authority (FCA) im Vereinigten Königreich lizenziert. Im selben Jahr erhielt IronFX mehrere Auszeichnungen, darunter den Best ECN Broker von Forex Expo und den Most Trustworthy Broker von Sina. Das Unternehmen wurde außerdem von International Finance für die beste fundamentale und technische Analyse ausgezeichnet. Im selben Jahr wurde IronFX von World Finance als bester STP/ECN-Handelsbroker, bester CFD-Handelsbroker und bester Kundendienstanbieter ausgezeichnet. Darüber hinaus wurde IronFX auf der CIOT EXPO als Best Trading Execution Global ausgezeichnet und erhielt von Global Banking & Finance Review die Auszeichnung Best Partner Program Asia.
Anfang 2014 eröffnete IronFX eine Niederlassung in London und erhielt bald darauf die Lizenz zur Änderung der Erlaubnis, mit der der Geltungsbereich der vorherigen Lizenz erweitert wurde, um die den Händlern unter der FCA-Genehmigung angebotenen Dienstleistungen zu erweitern. Ebenfalls im Jahr 2014 wurde IronFX vom European CEO als bester Kundenservice-Anbieter ausgezeichnet, während Forex Expo das Unternehmen als besten Broker in den GUS-Staaten und Russland würdigte. IronFX wurde außerdem bei den UK Forex Awards für die besten Forex Research Reports ausgezeichnet. Darüber hinaus wurde IronFX bei den FX Report Awards für seinen herausragenden Beitrag zur FX-Branche ausgezeichnet und erhielt eine Auszeichnung für die beste mobile Handelsplattform.
Im Jahr 2015 erhielt IronFX die Auszeichnung „Best Forex Educators“ von den UK Forex Awards. IronFX wurde 2016 von AI Global Media Ltd als „Best of the best in European Finance“ ausgezeichnet.
AI Global Media Ltd verlieh IronFX den Titel „Best Global Online Trading Platform“ und „Best Online Trading Platform“ im Jahr 2017.
Im Jahr 2018 erhielt das Unternehmen mehrere Auszeichnungen, darunter die Global Excellence Awards von Wealth & Finance als führender globaler Währungshandelsspezialist. Außerdem wurden sie von Wealth & Finance als beste Cryptocurrency-Handelsplattform und vom International Business Magazine als bester Forex-Kundendienstanbieter in Asien ausgezeichnet. AI Global Media Ltd zeichnete sie als beste globale Online-Währungshandelsplattform, als beste Online-Handelsplattform sowie als führender Anbieter von Online-Handelslösungen des Jahres auf den Britischen Jungferninseln aus.
In 2019, IronFX received awards, including Most Outstanding Online Trading Solutions Provider by AI Global Media Ltd, Corporate America Today’s Best Broker of the Year, and Global Business Insights recognized them as the Best Online Trading Platform. They were also named the Best Global Online Currency Trading Platform by Lawyer International – Legal 100, M&A Today, and Global Venture.
Im Jahr 2020 wurde IronFX von ACQ5 International Markets als Best Practice Operator of the year (Forex) ausgezeichnet.
Das Unternehmen gab seine australische Lizenz am 30. August 2021 auf und stellte seine Tätigkeit in Australien unter Aufsicht der ASIC ein. Im selben Jahr wurde IronFX mit Preisen wie den folgenden ausgezeichnet: Most Outstanding Online Trading Partners Program von AI Global Media Ltd und ACQ5 International, Online Currency Trading Platform of The Year von ACQ5 International und Best Online FOREX Trading Platform 2021 von Global Business Insights. IronFX wurde außerdem von ACQ5 International Markets als Forex Operator of The Year ausgezeichnet.
Im Jahr 2022 wurde IronFX von den Global Excellence Awards als das herausragendste Online Trading Partners-Programm ausgezeichnet.
Im Jahr 2023 erhielt das Unternehmen die European Global Business Awards als bester Bildungsbroker, bester CFD-Broker von Lawyer International Legal 100, bester Multi-Asset-Broker von Lawyer International Legal 101 und bester MT4-Broker in Europa von den Global Forex Awards.

## Produkte und Dienstleistungen
IronFX bietet Online-Handelsdienstleistungen an, die es Kunden ermöglichen, CFDs auf 500 Finanzinstrumente in 6 Anlageklassen zu handeln. Mit CFDs können Händler potenziell von der Spekulation auf steigende oder fallende Kurse eines Wertpapiers profitieren, ohne den zugrunde liegenden Vermögenswert tatsächlich zu besitzen.
Über den MetaTrader 4 und den MT4 WebTrader von IronFX können Händler mit CFDs auf Devisen, Metalle, Indizes, Futures, Aktien und Rohstoffe handeln und werden dabei mehrsprachig unterstützt. IronFX hat auch eine App für den mobilen Handel sowie die IronFX WebTrader-App.
IronFX verfügt über eine Bildungsbibliothek, die über die IronFX Trading School und Academy verfügbar ist. Die Bibliothek umfasst Webinare, Podcasts, eBooks, VIP-Raum, Wirtschaftskalender und Marktanalysen.

## Regulierung und Einhaltung der Vorschriften
Der Broker umfasst eine Reihe von Unternehmen, die von der FCA, CySEC und der FSCA zugelassen sind und reguliert werden.
IronFX verfügt über eine Politik zum Schutz vor Negativsalden, die sicherstellt, dass die Margin-Salden seiner Händler nicht unter Null fallen, um zu gewährleisten, dass Händler keine weiteren Schulden aufgrund von verlorenen Geschäften machen müssen.

## Kontroversen und Kritikpunkte
IronFX hat Kontroversen erlebt, vor allem im Zusammenhang mit Kundenbeschwerden über Auszahlungsprobleme und mangelhaften Kundenservice, was zu negativen Bewertungen und einem beschädigten Ruf geführt hat. Es gab mehrere aufsichtsrechtliche Maßnahmen gegen das Unternehmen, darunter eine Geldstrafe im Jahr 2015 durch die CySEC wegen Verstößen wie Nichteinhaltung von Vorschriften, unzureichender Trennung von Kundengeldern und irreführender Werbung.
IronFX hat daraufhin erhebliche Anstrengungen unternommen, um sein öffentliches Image und seine Servicequalität zu verbessern. Das Unternehmen setzt auf Transparenz und geht offen auf vergangene Kundenprobleme und öffentliche Bedenken ein. Zu den Verbesserungen gehören eine verbesserte Kommunikation mit den Kunden, kürzere Reaktionszeiten, optimierte Auszahlungsprozesse und ein proaktiver Kundenservice, der das Engagement des Unternehmens für die Zufriedenheit seiner Kunden unterstreicht.